# 固有語
固有語（こゆうご）とは、借用語（外来語）でない当該言語に固有の語または語彙を指す。日本語では和語（大和言葉）がこれに該当する。日本語の文例では、「わたくしは学校にいく」のうち、借用語は名詞の「学校」だけで、他の「わたくし」（代名詞）「いく」（動詞）「は」「に」（助詞）はいずれも固有語である和語である。
固有語は語彙論、特に借用を論ずるときのキーワードになる概念であるが、「固有性」をどうとらえるかによって、その定義と議論の方向は大きく分かれる。ここでは「客観主義（本質主義）的アプローチ」と「主観主義的アプローチ」に分けて述べる。「固有性」の定義については、歴史学及び文化人類学において、「民族」の定義をめぐる論争の中で早くから焦点となっており、「固有語」概念についてもほぼパラレルに把握することが可能である。

## 客観主義（本質主義）的アプローチ
客観主義的アプローチは、すべての言語には純粋な「固有性」が客観的に存在するという前提から出発する。語彙はその語源によって「固有語」と「借用語」とに区別することができ、語源の究明は、主には文献批判によって、また副次的には記述された音声言語資料の比較言語学的な分析に基づく内的再構、さらには祖語の構築によって、可能であると考える。
その上で、「固有語」はいわゆる基礎語彙（生活語彙）に、「借用語」は文化語彙（高級語彙・学術語彙）にふりわけられ、「固有語」と「借用語」との共時的な関係と歴史的形成過程が、個別言語ごとに、さらには上層言語（古典言語）と下層言語との関係にも留意しながら、記述される。
客観主義的アプローチは語源の遡及による語彙の客観的分類を自明の前提とする立場に立つため、「固有語」と「借用語」の境界も客観的、かつ固定的に決められると考える。またこれに付随して、借用や言語変化を主として言語内的な（すなわち客観的な）要因によって説明しようとする傾向がある。「（日本語の）漢字にはそれ自体に造語力があるが、和語による造語は音節数が多くなり、冗長になるからできない」といった理解 がこれにあたる。
このアプローチは、「民族」理論における客観的特徴による定義に対応するが、その後の「民族」理論（及びエスニシティ論）の発展状況と比べると、語彙借用の議論においては現在もなお大きな影響力を持っている。ただし、印欧語比較言語学の発展や日本の江戸期国学に典型的なように、「純粋な」「国民性」概念を成立させ、国民国家の思想的根拠の形成を促す役割を果たした点は指摘しなければならない。

## 主観主義的アプローチ
主観主義的アプローチにおいては、言語に純粋な「固有性」が存在するという前提は否定され、「固有性」は「外部性」ないし「他者性」との相互関係の中で、話者の（集団的かつ共時的な）主観によって決定されると考える。たとえば「和語」（大和言葉）とは「漢語」でも「外来語」でもない語彙を指し、自立的には定義できず、「和語」と「借用語」との境界は語源ではなく話し手がどう思うかで決まる、とする。
具体例を挙げると、しばしば指摘される「ぜに（銭）」「うま（馬）」や「きく（菊）」は、客観主義的アプローチではいずれも語源をさかのぼって「和語に間違えられやすい漢語」と分類され、読み自体も「訓読みとされることが多いが、本来は音読み」と認識されるのに対し、主観主義的アプローチでは、これらのいずれも現在では「訓読み」として分類されることが多く、実際の言語使用のレベルでも借用語（漢語）として意識されないのが常であるため、「和語」と考える（か、もしくはそのような個別の分類に関心を払わない）。
その上で、主観主義的アプローチは、それぞれの言語において「固有性」や「外部性」を含意するメタ言語的概念がどのように形成されてきたかを追究する言語思想史の構築をめざす。思想史研究である以上、借用の言語内的な要因よりも文化的、政治的脈絡を重視することになる。
このアプローチは「民族」理論における主観的な意識による定義に対応し、言語の「混成性」を重視するピジン・クレオール研究に極めて親和的である。語彙論に特化した具体的な研究成果はまだ少ないが、近年の「国語」批判の観点から、すでに酒井直樹、子安宣邦 などによる理論的な指摘がある。

## 個別事例の解釈
語彙の借用が文化的、政治的要因によって起こること自体は、客観主義、主観主義ともに認めているが、その重点の置き方はかなり異なる。以下具体例について二つのアプローチからの解釈を併記する。なお主観主義的解釈においては、客観主義的解釈への反証の形式をとり、同じ事例を異なる視点から整理する。

### 客観主義的アプローチからの解釈
明治時代、国粋主義者は日本語の貧弱性を嘆いた。固有語は生活用語に限定されているため、中国語から借用した文字、語彙（または語彙要素）である漢字、漢語で造語しなければ、抽象的な概念が言い表せないからである。英語やドイツ語の学術用語は、漢語に翻訳するしかなかった。しかし、その英語やドイツ語の学術用語などの高級語彙にしても、その多くはギリシア語、ラテン語、フランス語などに由来しており、固有語によるものは多くない。東ティモール民主共和国で使われているテトゥン語でも、固有語が生活用語に限定されるため、法律用語や行政用語などはポルトガル語から借用している。
固有語のみで高級語彙をまかなう力があるのは古典文明語の直系である中国語、ギリシア語、アラビア語、ロマンス諸語、ペルシア語、インド語派の諸語など非常に少ないが、その中でも後の三つは上層語として他の古典文明語由来の語彙を多く使用している。（ペルシア語にとってのアラビア語、インド語派諸語にとってのアラビア語とペルシア語、ラテン語にとってのギリシア語系語彙など。
ほぼ完全に高級語彙を自前でまかなっているのは中国語、ギリシア語、アラビア語のみである。

### 主観主義的アプローチからの解釈

#### 固有語と借用語の力関係
世界中の言語の中で、語彙の内部に一定の「借用語」カテゴリーがあるという明確な意識を使い手がもっていないのは、母語話者のいない（もしくはごく少ない）、死語となった古典文明語（古典ギリシア語、ラテン語、アラビア語（フスハー）、古典ヘブライ語、漢文、サンスクリット語、パーリ語、チベット文語）にとどまる。
一方、生きた自然言語、とりわけ書記言語を備え公用語としての機能をもつ言語には、「文化語彙」の多くを外部からの文化的、政治的影響によって系統的に借用しているものが極めて多い。例えば日本語や朝鮮語、ベトナム語は中国語から、英語やドイツ語は古典ギリシア語、ラテン語、フランス語から、スペイン語はアラビア語から、テトゥン語（東ティモールの公用語）はポルトガル語、マレー語およびインドネシア語から語彙を借用している。この中にはそれ自体が上層言語となって他言語に借用されている古典語及びその子孫も含まれる。例外的に、上記古典文明語の直系の子孫と見なされる中国語と現代ヘブライ語には、借用語、とりわけ音訳借用語が比較的少ない。また外部からの文化的影響に対する防衛のため、音訳借用を避けて固有語を用いた翻訳借用（ただし上層言語を参照する場合が多い）を造語の主な手段とする言語もある。フランス語からの自立を図ったドイツ語、中国語・ロシア語の浸食に対抗するモンゴル語、日本語への強力な同化志向を排除しなければ復興できないアイヌ語などがこれに当たる。

#### 固有語の「造語力」と借用語
こうした現象を説明するとき、客観主義的アプローチにおいては、借用語の多さを決定する要因はその言語の固有語に自ずから造語力が備わっているかどうか、及び言語自体の中に借用を阻害する要因があるかどうかにかかっていると考える。
主観主義的アプローチは、こうした言語内的要因を無視しないが、しかし言語内的要因が誇張されていないかどうかを吟味し、客観主義の中にある主観性を洗い出そうとする。
例えば「固有語は生活語彙に限定され、造語力がないため、上層言語から語彙を借用しなければ抽象的な概念を言い表せない」という一般論に対しては、
- 文化的要因、特に話し手の「固有語は文化語彙にはふさわしくない」という主観的な意識が現存の語彙構造を作ったのであって、語彙構造が初めから造語力の有無を決めるわけではない。和語では言い表せないという思いこみが、和語での造語を妨げるのである。
- 上記の通り、固有語による文化語彙の造語は古典文明語に限らず、外部からの文化的影響を排除する必要性を話し手が感じている言語では現に行われていることである。

上記二点の反論が可能である。また、言語の音節構造が造語力の有無を決める（例えば中国語での音訳借用や、日本語での和語による造語は冗長になる）という理解にも、「冗長さ」は既存の語彙構造の中で対比することではじめて意識されるのであり、「冗長さ」を測る客観的尺度がない以上、少なくとも文化的要因を無視した普遍的な基準として適用できるものではない、と反論する。

## 言語純化運動と借用語論
借用語に関する議論は、常に同時代の政治動向にも影響され、それ自体が政治色を帯びる。政治的変動によって既存の上層言語が力を失ったり交代したりすると、その上層言語からの借用語を固有語に置き換えようとする文化運動が起こることがある。これを言語純化運動という。トルコ共和国成立後のトルコ語において、イスラム教色一掃のためにアラビア語及びペルシア語語彙を排除する固有語復活運動が発動されたのが典型的な例である。第二次世界大戦終結後に独立した漢字文化圏の周辺諸国では漢語の影響を排除するための純化運動が並行的に発動されている。
こうした言語純化運動の成功度については、論者の主観と基準の置き方（何をもって「成功」と見なすか）によって、肯定、否定さまざまな評価が下されており、一定していない。実際成功度を客観的に測定することは困難である。ただし、複数の例を比較することで成功度の差を相対的に評価することは可能である。たとえば漢語排除に関しては、北朝鮮の朝鮮語及び北ベトナムのベトナム語では一定の置き換えが定着した一方、韓国では置き換えの定着度は相対的に低い（朝鮮語の国語純化）。日本では国学者やローマ字化・カナ化論者によって唱えられたが、ほとんど行われなかった。敵性語追放運動でも漢語は問題視されていない。戦後においてもカタカナ語の多用が問題視され置き換えられることがあるが、やまとことばが用いられることは少なく、漢語、和製漢語への置き換えが行われることが多い。